# Amores Possíveis
Amores Possíveis é um filme brasileiro de 2001, dos gêneros comédia dramática e comédia romântica, dirigido por Sandra Werneck e estrelado por Murilo Benício e Carolina Ferraz.
A direção de fotografia é de Walter Carvalho, música de Chico Buarque e o roteiro é de Paulo Halm.

## Sinopse
O ponto de partida é um desencontro. Carlos e Júlia marcam de ir ao cinema, mas ela não aparece. Desse desencontro são criadas três histórias diferentes sobre os possíveis acontecimentos posteriores.

## Elenco
- Murilo Benício .... Carlos
- Carolina Ferraz .... Júlia
- Beth Goulart .... Maria
- Emílio de Mello .... Pedro
- Irene Ravache .... Mãe de Carlos
- Drica Moraes .... Carol
- Alberto Szafran .... Lucas
- Luíza Mariani .... Dandara
- Benvindo Siqueira .... Bilheteiro
- Sílvio Posato .... Garçom
- Luciana Valério
- Sílvia Helena .... Nua
- Marcela Moura .... Secretária
- Christine Fernandes .... Secretária

## Trilha sonora
Parceria com o músico João Nabuco, Sandra Werneck escolheu canções brasileiras bem românticas. Para a abertura, Chico Buarque regravou ao lado de Zizi Possi a canção "Dueto", de autoria do próprio Chico.
1. “Dueto” de Chico Buarque de Hollanda, interpretada por Chico Buarque de Hollanda e Zizi Possi
2. “Amores Possíveis” de João Nabuco & Antonio Villeroy, interpretada por Paulinho Moska
3. “Margem da Pele” de João Nabuco, Ana Carolina & Antonio Villeroy, interpretada por Paula Lima
4. “Cego” de Seu Jorge & João Nabuco, interpretada por Seu Jorge
5. “Velas e Vento” de João Nabuco & Ana Carolina, interpretada por Ana Carolina
6. “Cinema para Dois” de João Nabuco & Antonio Villeroy, interpretada por João Nabuco
7. “Laura” de João Nabuco, interpretada por João Nabuco
8. “Maria” de João Nabuco, interpretada por João Nabuco
9. “MacArthur's Park” de J. L. Webb, interpretada por Donna Summer
10. “Um Amor Verdadeiro” de Jose Marquetti, interpretada por Afro Cuban All Stars
11. “Mona Kingi Xica” de Bonga, interpretada por Bonga
12. “Lívia” de João Nabuco, interpretada por João Nabuco
13. “Me Dê Motivo” de Paulo Massadas & Michael Sullivan, interpretada por Lindomar Castilho
14. “Valse” de Johann Sebastian Bach, interpretada por Bill Evans Trio & Symphony Orchestra

## Principais prêmios e indicações
Torino International Gay & Lesbian Film Festival
- Melhor Longa-Metragem	- Sandra Werneck (Indicado)

Festival Sundance de Cinema
- Prêmio de Cinema da América Latina - Sandra Werneck (Venceu)[1][6]

Brazilian Film Festival of Miami
- Melhor Atriz Coadjuvante - Irene Ravache (Venceu)[7]

Grande Prêmio Cinema Brasil
- Melhor Ator - Murilo Benício (Indicado)
- Melhor Som - Silvio Da-Rin (Indicado)
- Melhor Atriz Coadjuvante - Irene Ravache (Indicado)[carece de fontes?]